# 瓦迪斯瓦夫·波德科溫斯基
瓦迪斯瓦夫·波德科溫斯基（波蘭語：Władysław Podkowiński，發音：[vwaˈdɨswaf pɔdkɔˈvɪɲskʲi]，1866年2月4日—1895年1月5日），波蘭繪畫大師，在瓜分波蘭時期與青年波蘭運動互有聯繫。

## 生平
波德科溫斯基出生於華沙，並於沃伊切赫·格爾森的繪畫學校開始他的美術訓練，隨後於1880─1884年進入華沙美術學院。波德科溫斯基於畢業之後的一段時間，開始在華沙的頂尖美術期刊發表作品。1885年，波氏偕同約澤夫·潘基奇斯前往俄國的帝國藝術學院旅遊，並於1885年至1886年間在該學院學習。1886年從聖彼得堡回國後，波氏在《畫報周刊》雜誌擔任插畫家，他也是在此時聲名大噪。
波氏存世第一幅水彩画及油画作品於此時完成，但波氏認為這些作品僅為個人蒐藏，非公開展覽作品。這些早期畫作主要受Aleksander Gierymski影響。1889年，他在前往巴黎旅遊後，成為一名專職畫家，並受到克勞德·莫奈等法國印象派畫家影響，並將印象派運動帶入波蘭。到了晚年，每下愈況的身體狀況，使其畫風開始偏向象征主义。1895年1月4日，波氏以28歲英年在華沙過世，死因為肺結核。
波德科溫斯基最著名的畫作《狂喜》（波蘭語：Szał uniesień）最初展示於扎切塔國家美術館。該幅畫作於1894年在華沙公開展示，但遭到人們猛力批評，因此波氏於展覽後第37天帶著刀破壞了這幅畫。波氏過世後，後人修復了這幅畫。今日，該幅畫成為纺织会馆博物馆的鎮館之寶。

## 精選作品

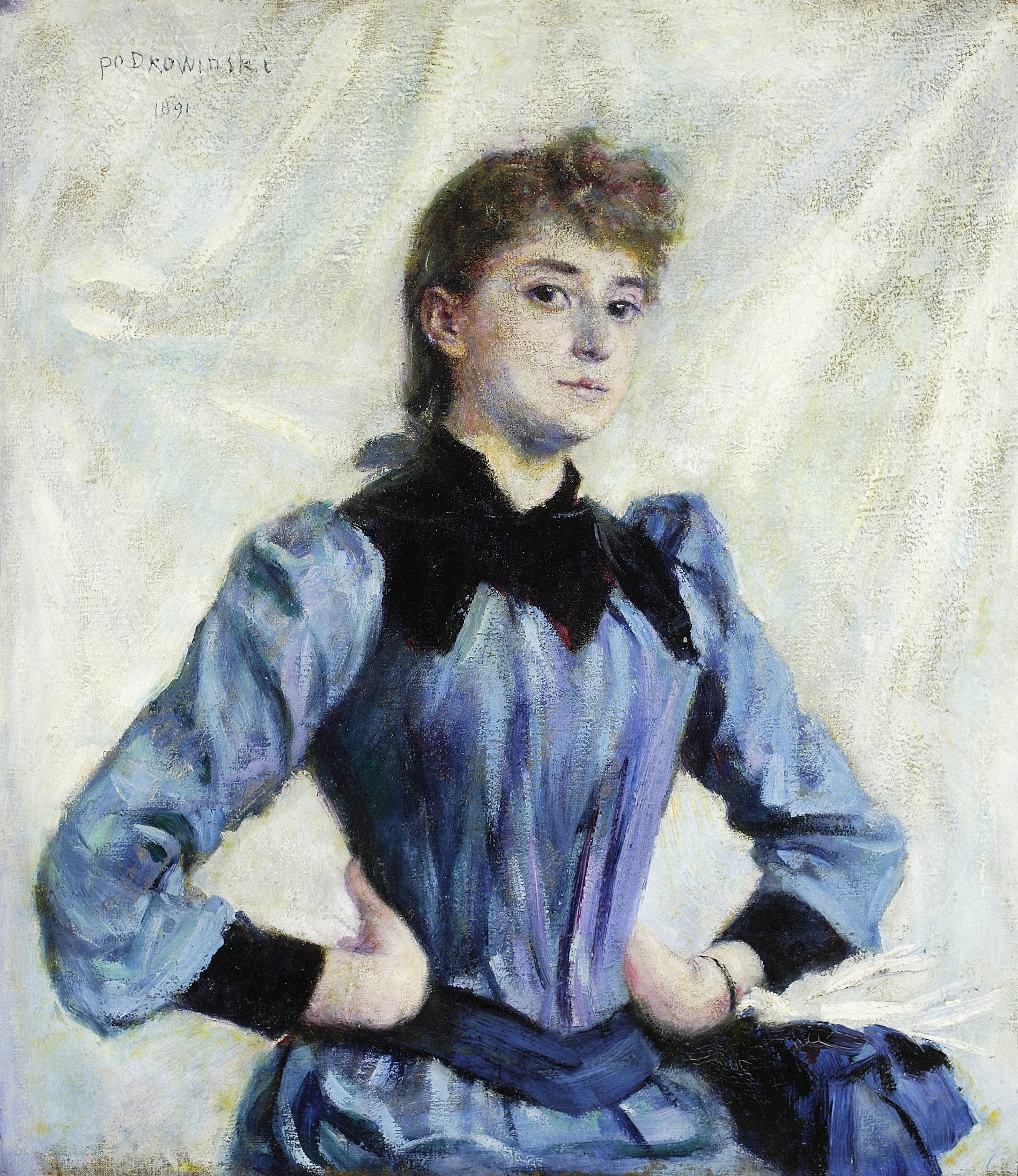
《金髮女郎習作》
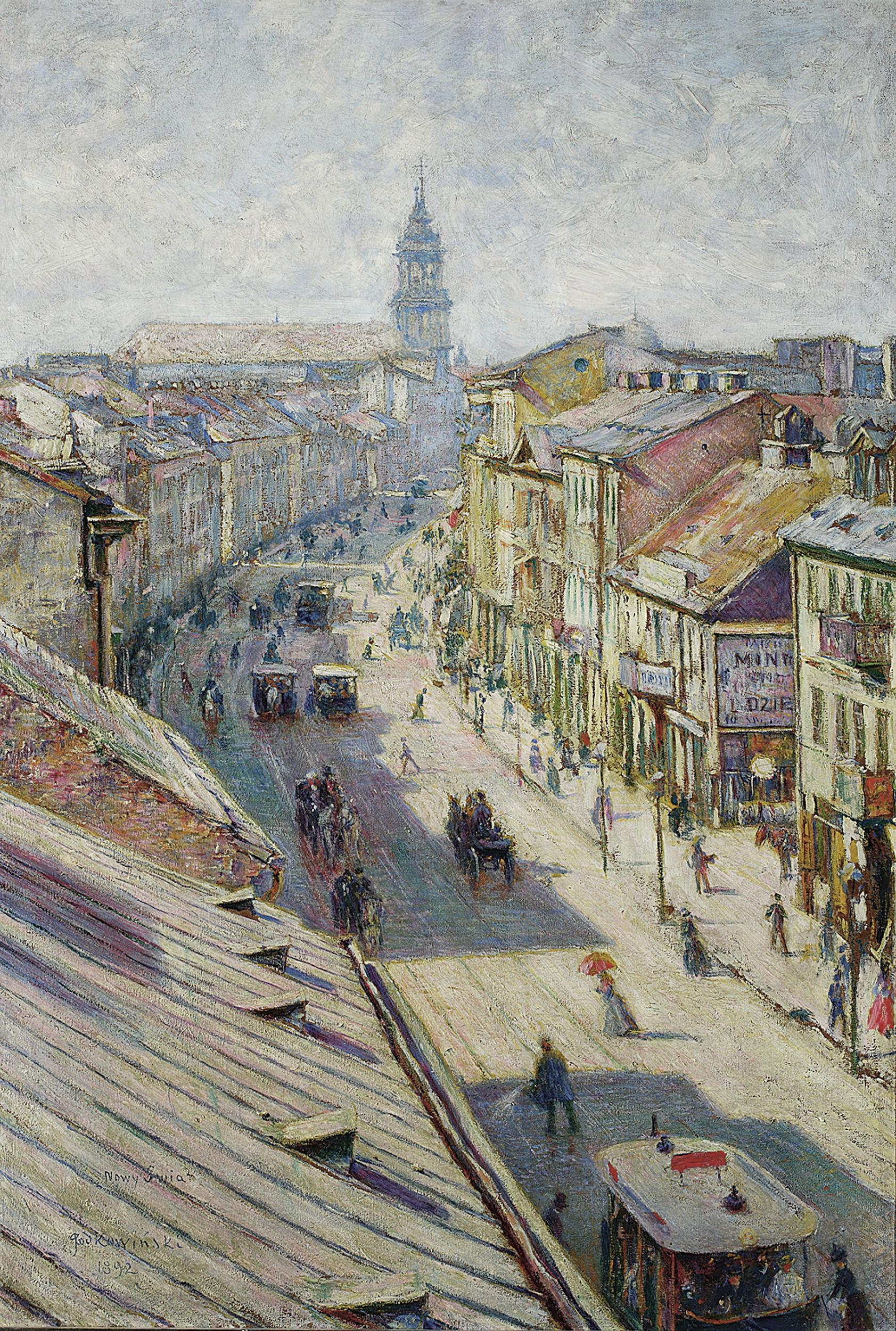
Nowy Świat on a Summer Day
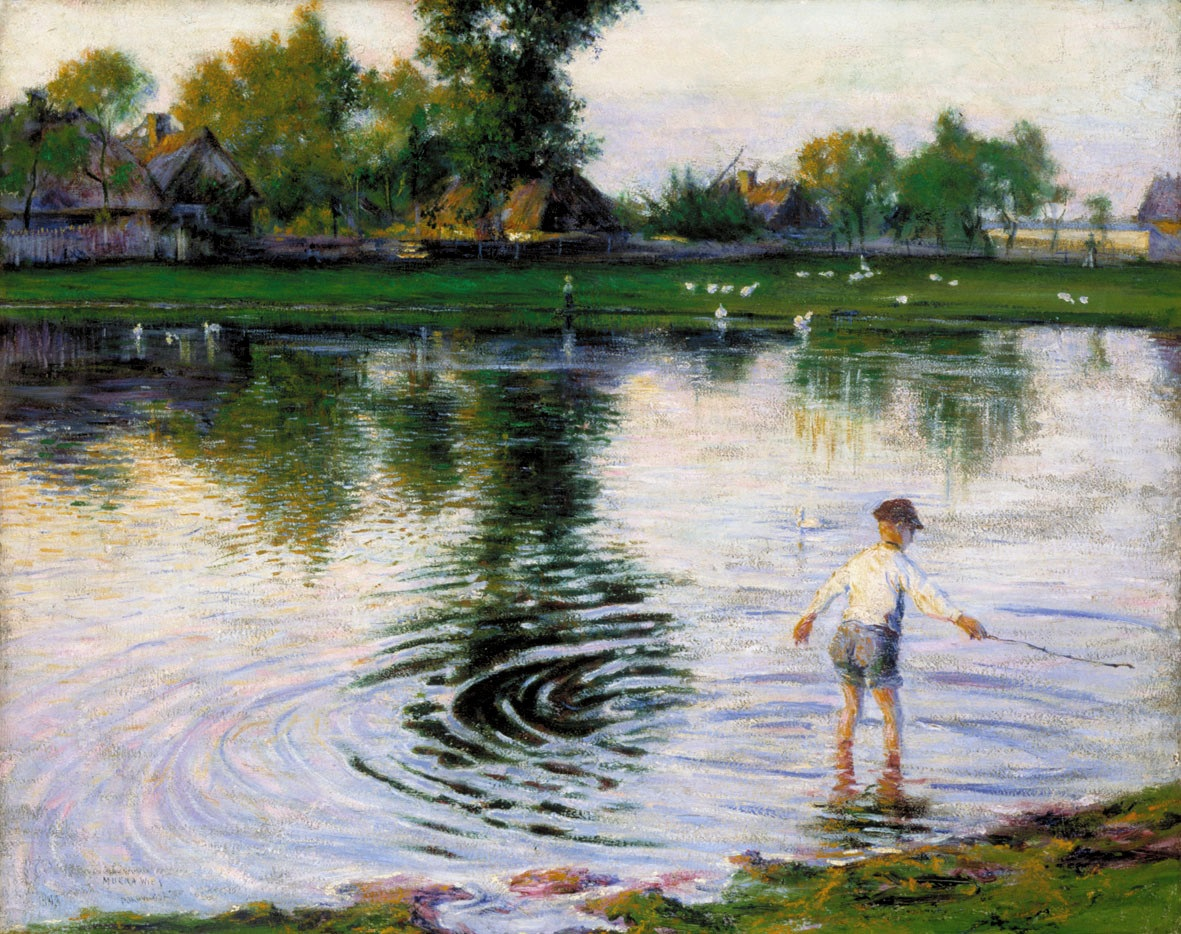
Village by the Water
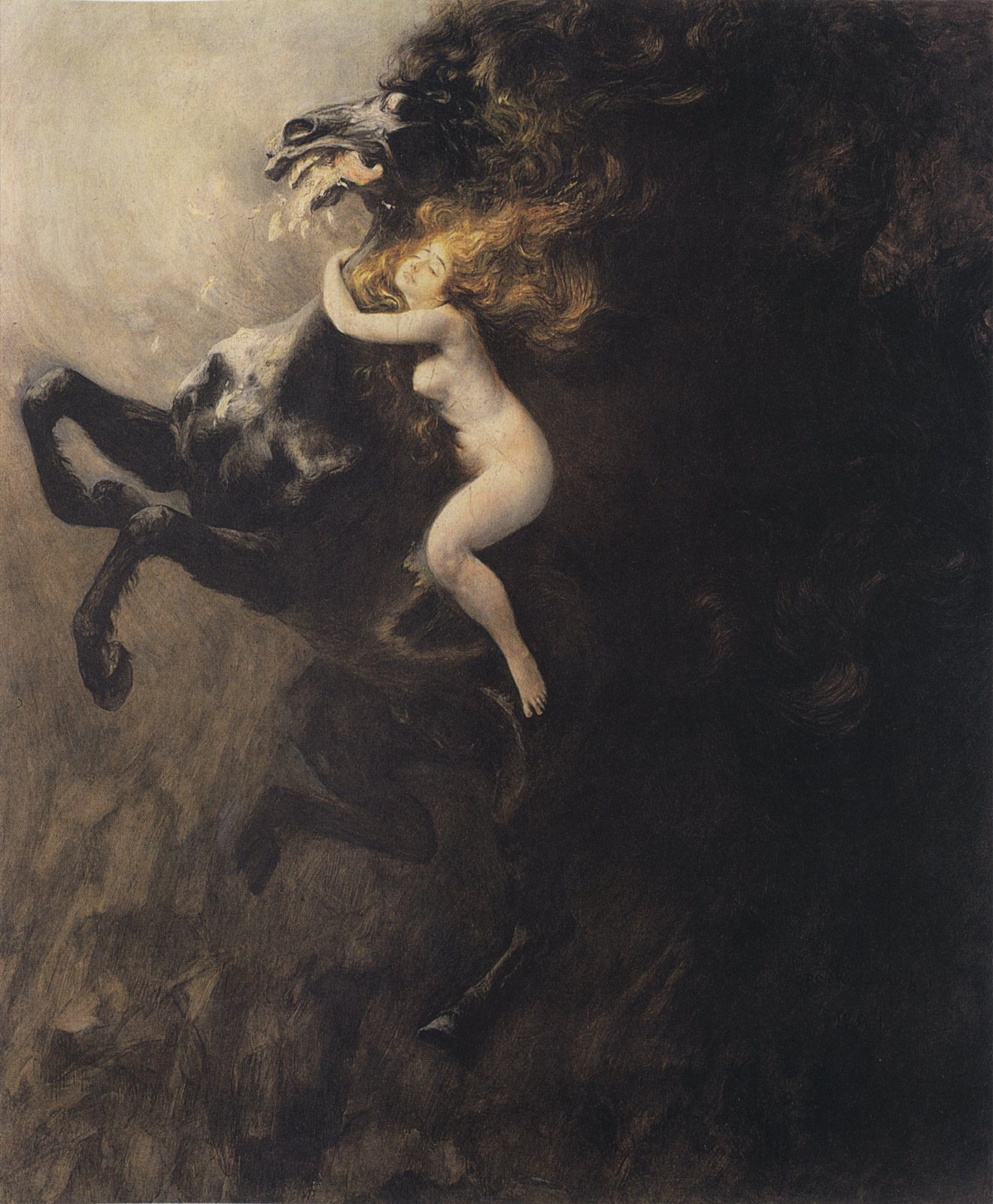
《狂喜》

## 外部連結
- Władysław Podkowiński （页面存档备份，存于） at Culture.pl

 维基共享资源上的相關多媒體資源：瓦迪斯瓦夫·波德科溫斯基

 维基共享资源上的相關多媒體資源：瓦迪斯瓦夫·波德科溫斯基